# Chemokar

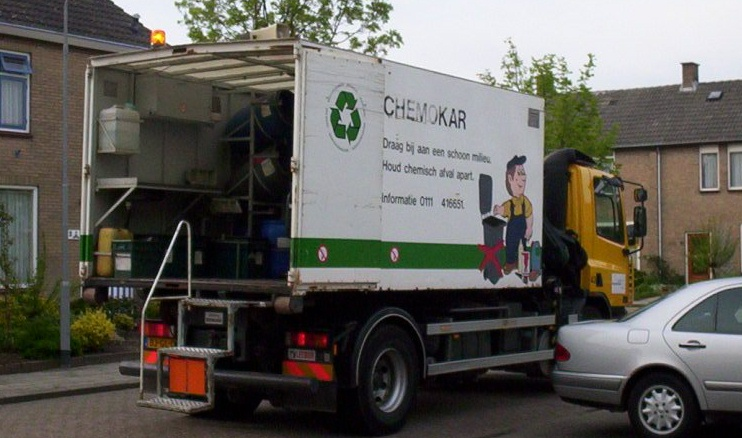
De chemokar.

De chemokar is een vuilophaaldienst die in een stad het klein chemisch afval ophaalt dat niet in de vuilnisbak mag worden gegooid. Dit afval kan op bepaalde dagen worden aangeboden bij zogenaamde "chemo-haltes". In andere plaatsen doet de chemokar zijn rondje door het hele dorp, en laat een wijsje horen. Wanneer het "De chemokar..." door de straat schalt kan ieder zijn milieubox of chemobox laten legen.
Wil men een chemokar besturen behoort men hier een opleiding voor te volgen.
Naar de chemokar moeten onder andere
- Accu's
- Batterijen
- Bestrijdingsmiddelen
- Injectienaalden
- Kwik
- Medicijnen
- Olie
- Zuren